# Lig
 For alternative betydninger, se Lig (flertydig). (Se også artikler, som begynder med Lig)
Et lig er et dødt legeme, ofte refereres til et dødt menneske. Betegnelsen bruges også om et dødt dyr
jf. Den Danske Ordbog.
Er liget begyndt at gå i forrådnelse, kaldes det et ådsel eller kadaver.